# Hind Mazdoor Sabha
Hind Mazdoor Sabha (HMS) – indyjska centrala związkowa działająca od 1948. Jest trzecią co do wielkości federacją związków zawodowych w Indiach, po Indyjskim Narodowym Kongresie Związków Zawodowych (INTUC) i Ogólnoindyjskim Kongresie Związków Zawodowych (AITUC).
HMS należy do Międzynarodowej Konfederacji Wolnych Związków Zawodowych (ICFTU). 

## Historia
HMS zostało założone w Haura 29 grudnia 1948 przez socjalistów, zwolenników All India Forward Bloc i niezależnych związkowców. Wśród założycieli byli Basawon Singh, Ashok Mehta, RS Ruikar, Maniben Kara, Shibnath Banerjee, R.A. Khedgikar, T.S. Ramanujam, V.S. Mathur, G.G. Mehta. R.S. Ruikar został wybrany na Prezesa, a Ashok Mehta na Sekretarza Generalnego. HMS wchłonęło związane z Manabendra Nath Royem Indian Federation of Labour (IFL) i Hind Mazdoor Panchayat (HMP), które zostało utworzone w 1948 przez socjalistów opuszczających coraz bardziej zdominowaną przez komunistów AITUC. W marcu 1949 HMS podawało, że ma 380 zrzeszonych związków zawodowych o łącznej liczbie 618 802 członków. 
Według danych Ministerstwa Pracy w 2002 HMS zrzeszało 3 342 213 pracowników (13% ogółu członków związków zawodowych w kraju).  
HMS była jedną z 10 organizacji związkowych, które odpowiadały za zorganizowanie 26 listopada 2020 strajku generalnego w Indiach. Był to prawdopodobnie największym w historii ludzkości strajk, biorąc pod uwagę ilość uczestników, których liczbę oszacowano na ponad 250 000 000.  